# Teukros (syn Skamandra)
Teukros (gr. Τεῦκρος Teúkros, łac. Teucrus, Teucer) − w mitologii greckiej król plemienia Teukrów. Córki Teukrosa, Neso i Batieja poślubiły Dardanosa. Praprawnukiem Teukrosa był Ilos, założyciel i król Troi.
Według Apollodorosa Teukros był synem nimfy Idai i boga Skamandra. Z kolei Wergiliusz w Eneidzie twierdzi, że Teukros pochodził z Krety.
Podobnie jak jego imiennik i zarazem daleki krewny  uczestniczący w wojnie trojańskiej, Teukros cieszył się sławą znakomitego łucznika. Teukrosowi przypisuje się sprowadzenie z Krety do Troady kultu bogini Kybele.
Łacińska nazwa ożanki (teucrium) pochodzi od imienia króla Teukrosa, który według Pliniusza jako pierwszy użył tej rośliny dla celów leczniczych.